# Synagoga w Żydowskiej Szkole Powszechnej we Wrocławiu
Synagoga w Żydowskiej Szkole Powszechnej we Wrocławiu – synagoga znajdująca się we Wrocławiu w budynku Żydowskiej Szkoły Powszechnej, przy placu Pereca 3.
Synagoga została założona w 1909 roku. Była przeznaczona głównie dla pracowników oraz uczniów szkoły, ale prawdopodobnie korzystali z niej również okoliczni mieszkańcy. Podczas nocy kryształowej z 9 na 10 listopada 1938 roku, bojówki hitlerowskie zdemolowały wnętrze synagogi, jak i szkołę. Obecnie pomieszczenie po niej jest wykorzystywane do innych celów.